# Раевская, Ирина Валентиновна
Ирина Валентиновна Раевская (род. 18 сентября 1984 года, Заречный (Пензенская область)) — российская пловчиха, Мастер спорта России международного класса, участница Олимпийских игр 2000 года.

## Биография
Ирина Раевская родилась в городе Заречном Пензенской области. Живет в Заречном.
Воспитанница специализированной детско-юношеской школы Олимпийского резерва по плаванью города Заречного под руководством заслуженного тренера России Е. В. Мельникова.
В сборной команде с 1999 года. Выступает за ДЮСШ г. Заречный (Пензенская область).

## Спортивные достижения по годам
1997 год — 1 место на 20 Юношеском международном фестивале (Германия), г. Бонн.
1998 год — 1 место на Международных юношеских соревнованиях (Португалия), г. Лиссабон, 1,2 место на 1-х Всемирных олимпийских юношеских играх, г. Москва.
1999 год — 2 место на Чемпионате Европы среди юниоров, г. Москва, 5 место на Чемпионате Европы(Португалия), г. Лиссабон. Выполнила норматив Мастера спорта международного класса.
2000 год — 1 место на первенстве Европы среди юниоров (Франция). В этом же году Ирина завоевала титул чемпионки России. Участница 27-х Всемирных летних Олимпийских игр (Австралия), г. Сидней. В г. Сиднее показала 19-й результат в плавании на спине на дистанции 200 м.